# Rubén Ramírez Mateo
Rubén José Ramírez Mateo (La Oroya, 31 de julio de 1965) es un abogado peruano.Fue ministro del Ambiente del Perú desde el 29 de julio de 2021 hasta el 1 de febrero de 2022.

## Biografía
Nació en La Oroya el 31 de julio de 1965. Estudio derecho en la Universidad Peruana Los Andes en el año 2000. Estudió también en la Universidad Inca Garcilaso de la Vega, siendo egresado, pero sin obtener el grado.
Fue abogado de Abogados Asociados Ramírez desde 2001 hasta 2020. También fue empleado de Centro de Concesiones mutuas desde 2015 hasta 2020.
Fue abogado de las personas que invadieron la zona de Lomo de Corvina en Villa el Salvador en abril de 2021, donde participó en una reunión con representantes de la Presidencia de Consejo de Ministros y los ministerios de Cultura y Vivienda.

## Carrera política
Postuló como regidor de Lince por Perú Libertario en las elecciones regionales y municipales de Perú de 2018 sin éxito.
Fue asesor principal del Congreso de la República durante 2019.
En las elecciones generales de 2021, se postuló como congresista por Perú Libre por Lima sin éxito.

### Ministro del Ambiente
El 29 de julio de 2021, fue nombrado ministro del Ambiente del Perú en el gobierno de Pedro Castillo.